# Michael Hoeppner
Michael Joseph Hoeppner (ur. 1 czerwca 1949 w Winona, Minnesota) – amerykański duchowny katolicki, biskup Crookston w metropolii St. Paul i Minneapolis w latach 2007–2021.

## Życiorys
Do kapłaństwa przygotowywał się w Kolegium Ameryki Płn. w Rzymie. Święcenia kapłańskie otrzymał 29 czerwca 1975 z rąk papieża Pawła VI w bazylice św. Piotra w grupie 360 kleryków, którzy zostali wyświęceni dla uczczenia Roku Świętego. Razem z nim wyświęceni zostali m.in. przyszli amerykańscy biskupi: Raymond Leo Burke, Michael Cote, James Michael Harvey, Glen Provost, Patrick Zurek i William Mulvey. Uzyskał dyplomy na Uniwersytecie Gregoriańskim i Uniwersytecie w Ottawie. Pracował duszpastersko w rodzinnej diecezji Winona, będąc m.in. dyrektorem biura ds. powołań, wikariuszem sądowym (1988-1997) moderatorem kurii i wikariuszem generalnym. Od października 1997 do listopada 1998 administrator diecezji w okresie sede vacante.
28 września 2007 otrzymał nominację na ordynariusza diecezji Crookston w płn.-zach. części stanu Minnesota. Sakry udzielił mu metropolita Harry Flynn.
13 kwietnia 2021 papież Franciszek przyjął jego rezygnację z pełnionej funkcji.